# Lennart Back
Torsten Lennart Back (ur. 28 maja 1933 w Ellenö w gminie Färgelanda, zm. 1 sierpnia 2022 w Uddevalla) – szwedzki lekkoatleta, chodziarz, medalista mistrzostw Europy z 1958.
Zdobył brązowy medal w chodzie na 20 kilometrów na mistrzostwach Europy w 1958 w Sztokholmie. Wyprzedzili go tylko Stan Vickers z Wielkiej Brytanii i Leonid Spirin ze Związku Radzieckiego. Na igrzyskach olimpijskich w 1960 w Rzymie Back zajął w tej konkurencji 6. miejsce, a na mistrzostwach Europy w 1962 w Belgradzie 5. miejsce.
Zajął 2. miejsce w chodzie na 20 kilometrów podczas pierwszego Pucharu Świata w Chodzie Sportowym w 1961 w Lugano. Startował jeszcze trzykrotnie w zawodach Pucharu Świata, zawsze na 20 kilometrów: w 1963 w Varese (13. miejsce), 1965 w Pescarze (7. miejsce) i 1970 w Eschborn (21. miejsce).
Back był mistrzem Szwecji w chodzie na 10 000 metrów w 1960 oraz w chodzie na 20 kilometrów w latach 1961–1963 i 1965.
Zmarł w 2022 r.